# Skymningsstjärna
Skymningsstjärna (Ornithogalum boucheanum) är en sparrisväxtart som först beskrevs av Carl Sigismund Kunth, och fick sitt nu gällande namn av Paul Friedrich August Ascherson. Enligt Catalogue of Life ingår Skymningsstjärna i släktet stjärnlökar och familjen sparrisväxter, men enligt Dyntaxa är tillhörigheten istället släktet stjärnlökar och familjen sparrisväxter. Arten är reproducerande i Sverige. Inga underarter finns listade i Catalogue of Life.

## Bildgalleri

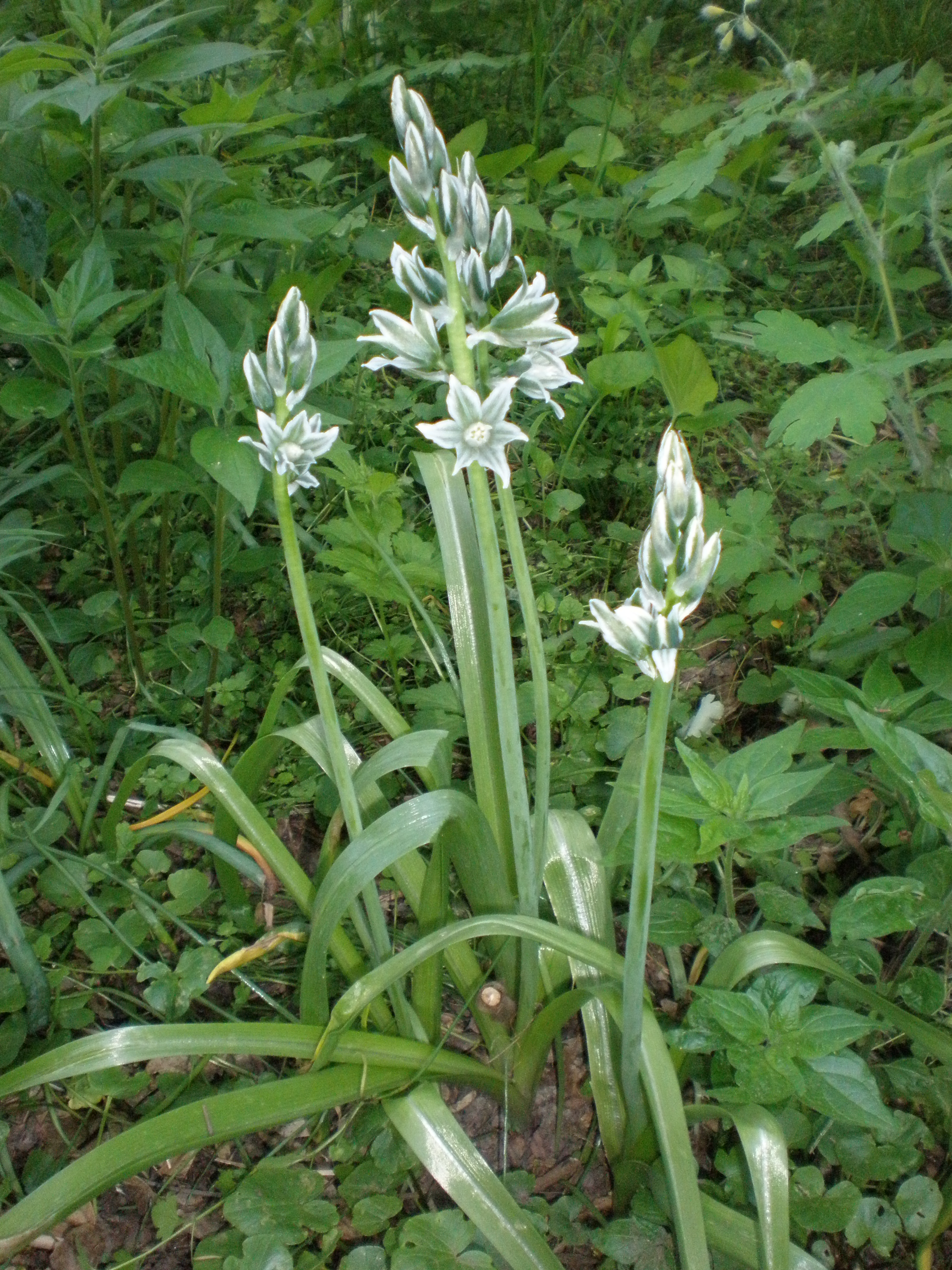
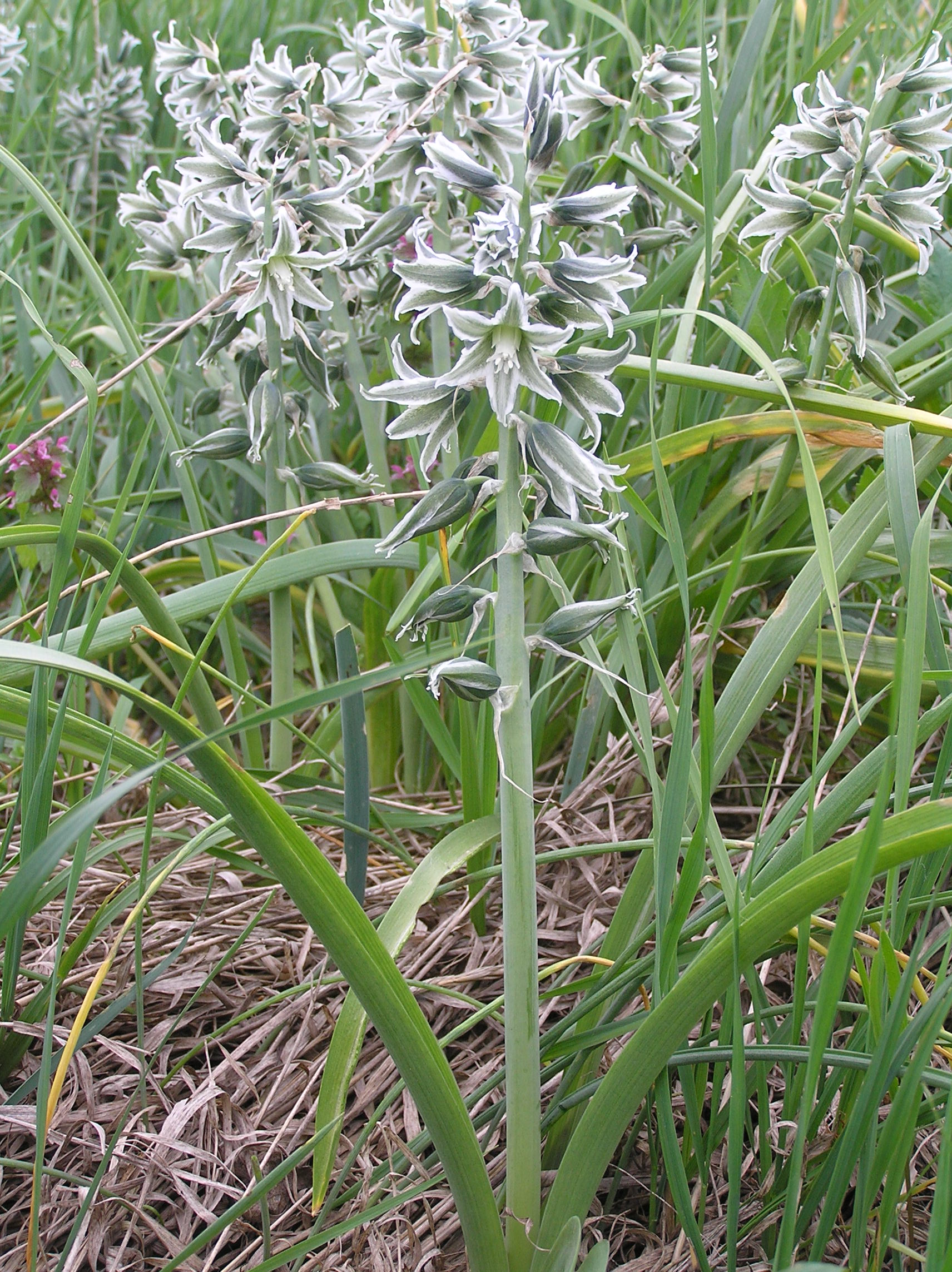
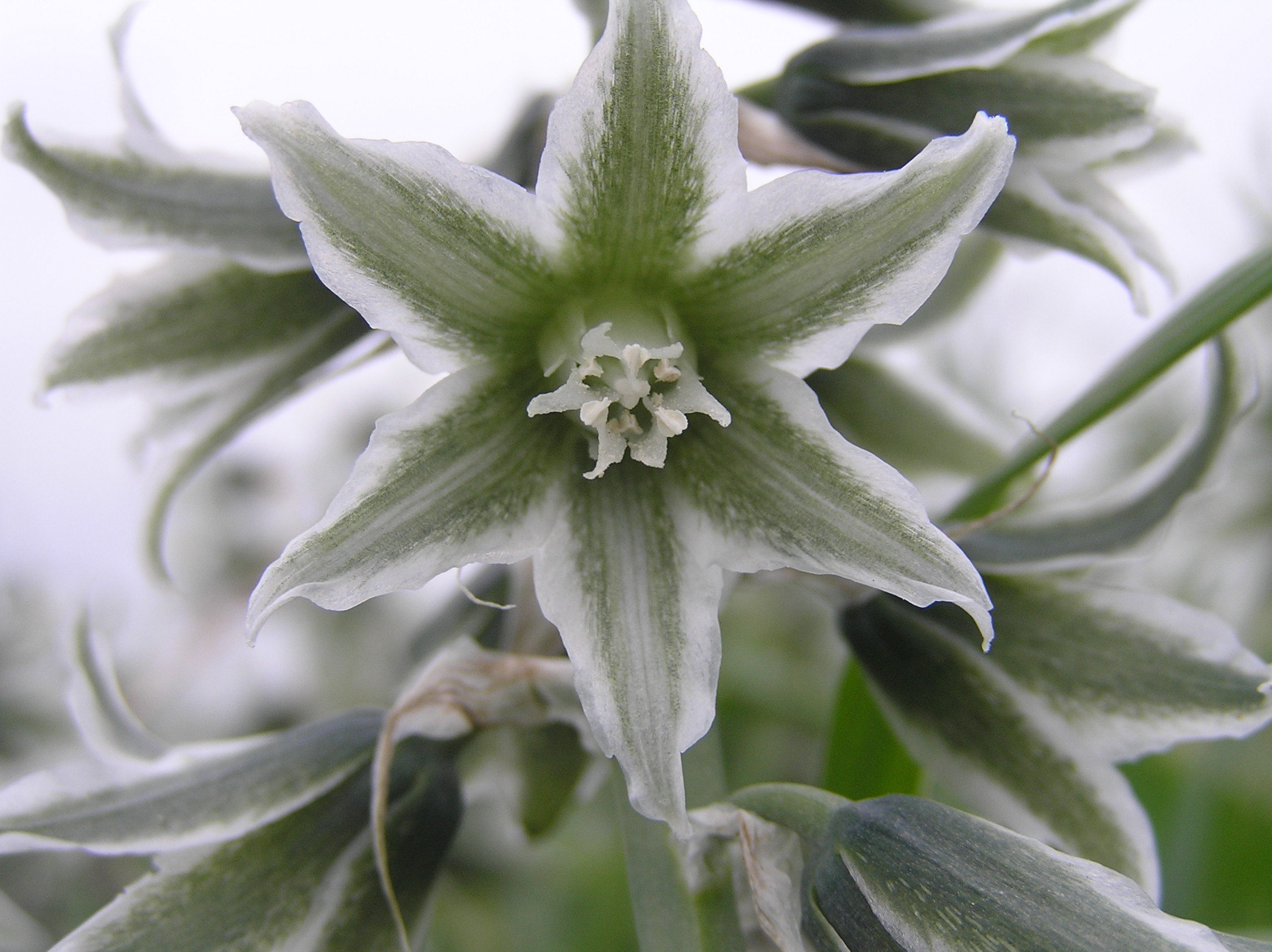
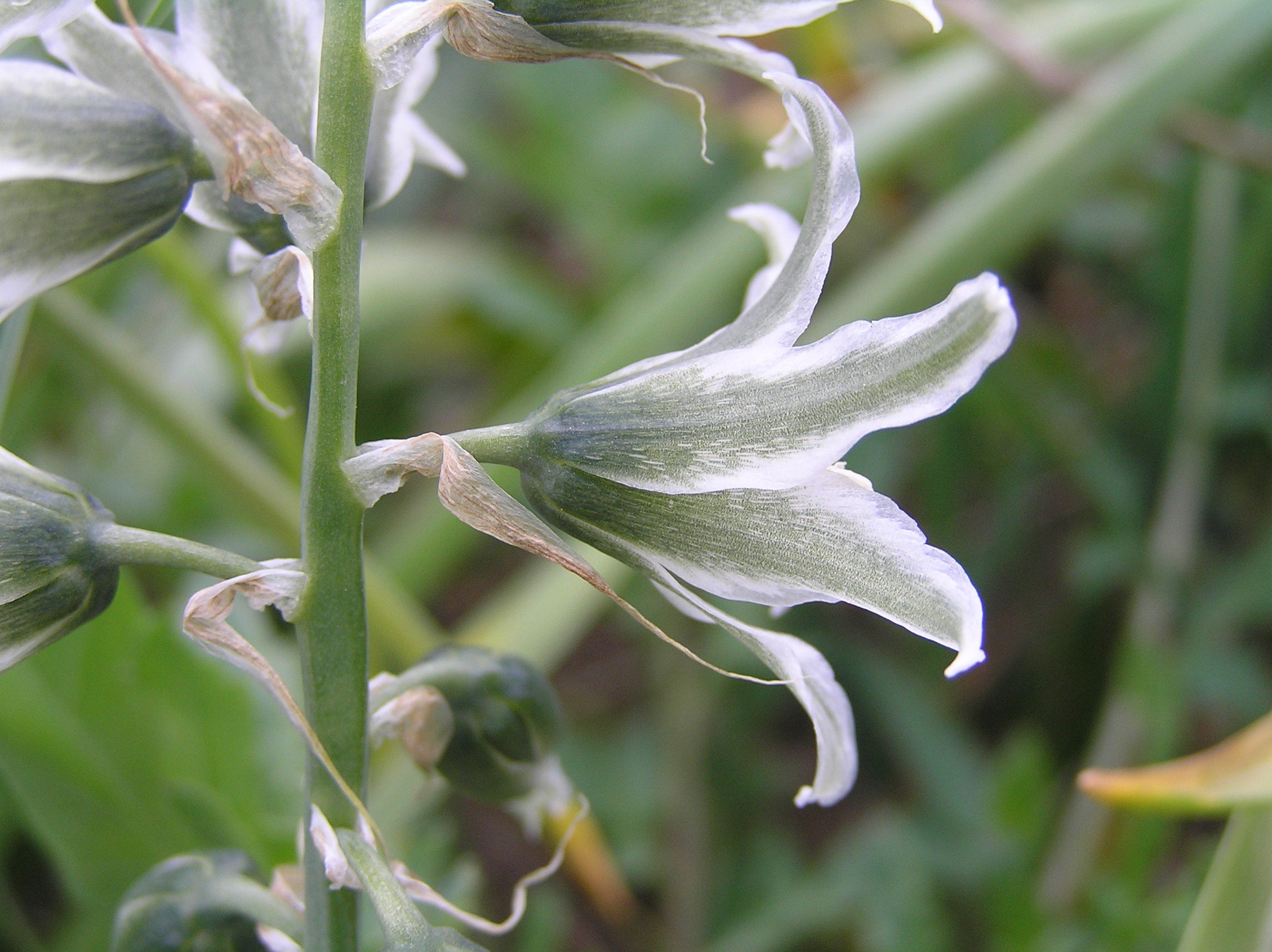
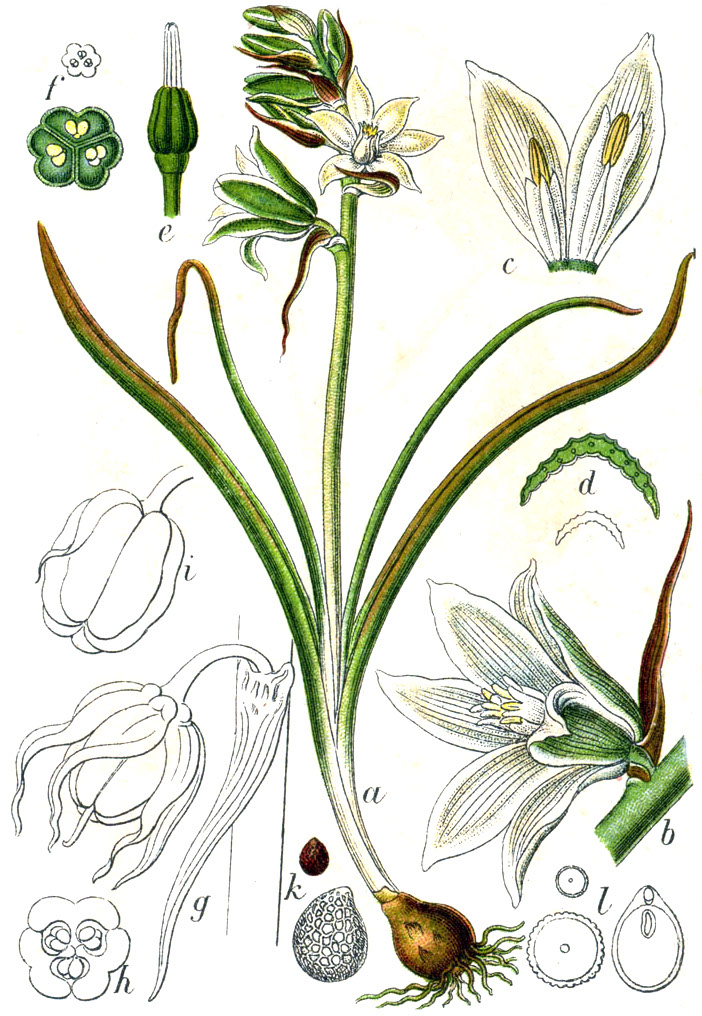